# Partido Socialista del Uruguay
El Partido Socialista de Uruguay (PS) es una vertiente partido político de centroizquierda uruguayo, con orientación socialista, fundado en 1910. Actualmente forma parte del partido político Frente Amplio, de la cual es miembro fundador e internacionalmente está afiliado a la Alianza Progresista.

## Historia

### Origen y fundación
Fue fundado el 12 de diciembre en 1910. Su principal dirigente y vocero más destacado desde ese entonces fue el doctor Emilio Frugoni, el principal difusor de las ideas socialistas en el Uruguay. Contó además entre sus filas con una incansable luchadora por los derechos femeninos, la médica Paulina Luisi.
En septiembre de 1920 se realiza el VIII Congreso, en el cual se vota la adhesión a la IIIªInternacional: 1927 delegados (82%) vota por la incorporación; 175 (7%) votan en contra;  257 (11%) se abstienen. Por ello el PS adhiere a la misma.
Como la III Internacional exige cumplir las "21 Condiciones" para unificar objetivos y denominaciones (la condición 17 era denominarse Partidos Comunistas), en abril de 1921 se realiza el Congreso Extraordinario: 1007 delegados (90%) votan a favor; 110 (10%) votan por aceptarla pero con reservas. Pasa entonces a denominarse Partido Comunista del Uruguay. 
Los desconformes, alrededor de un 10% de sus afiliados, con Frugoni como líder, constituirán el Partido Socialista nuevamente. En esa época se funda el nuevo órgano oficial del partido, El Sol.

Emilio Frugoni, fundador y primer secretario general del Partido Socialista de Uruguay

### Renovación política e ideológica
A mediados de la década de 1950 se inició en el partido una renovación política e ideológica. El PS se distanció de las posiciones de Emilio Frugoni, cercanas a la socialdemocracia europea y se acercó a posiciones tercermundistas, a partir de la influencia de Vivian Trías. En enero de 1960 el XXXII Congreso del partido decidió romper con la Internacional Socialista (IS), rechazando la política de su sección francesa en Argelia. El PS volvió a solicitar el ingreso a la Internacional recién en 1999. 
En las elecciones de 1962 el PS realizó una alianza con sectores escindidos del Partido Nacional liderados por Enrique Erro, constituyendo la llamada Unión Popular (UP). En dicha elección el PS perdió su representación parlamentaria. Las diferencias respecto a esta táctica electoral determinaron el alejamiento de Emilio Frugoni, quien decidió fundar el Movimiento Socialista.
A fines de la década del '60 el PS, junto a otras agrupaciones de la izquierda uruguaya, es ilegalizado y proscrito por el gobierno de Jorge Pacheco Areco.

### Fundación del Frente Amplio y dictadura militar
En 1971 el PS participó de la fundación del Frente Amplio, junto con el Partido Demócrata Cristiano, el Partido Comunista y sectores escindidos de los partidos tradicionales. Obtuvo una banca en diputados para Vivian Trías.
Entre fines de 1972 y comienzos de 1973 la mayoría de las Juventudes Socialistas y numerosos militantes de diversos sectores del PS, que se consideraban no representados por la dirección y no compartían muchos de sus lineamientos, son expulsados del PS y adhieren en masa al Partido Comunista al considerar que este interpretaba mejor la realidad y las necesidades políticas. 
La dictadura cívico-militar instaurada el 27 de junio de 1973 ilegalizó al Partido Socialista, que recuperó su legalidad en 1984, tras haber participado en las Negociaciones del Club Naval como integrante del Frente Amplio.

### Retorno a la democracia y primeros resultados electorales
En los comicios de 1984 obtuvo un senador, José Pedro Cardoso Echeverry, y dos diputados: José Díaz y Guillermo Álvarez. En 1989 obtuvo dos senadores, Reinaldo Gargano y José Korzeniak y cinco diputados. En esas mismas elecciones, las cuales también elegían el Gobierno Departamental, fue elegido como Intendente de Montevideo el socialista Tabaré Vázquez. En 1994 prácticamente repitió su votación, para crecer a su máxima expresión electoral en 1999, ocasión en la cual obtuvo cuatro senadores y varios diputados en todo el país.
El primer diputado socialista titular del Uruguay fue Emilio Frugoni. La primera mujer diputada titular fue Daisy Tourné y la primera senadora titular fue Mónica Xavier. 

### El socialismo durante los gobiernos frenteamplistas
En las elecciones presidenciales del 2004, Tabaré Vázquez, quien previamente fuera electo como presidente del Frente Amplio, se transformaría en el primer socialista en ser presidente del Uruguay, rompiendo así con una larga historia de bipartidismo.
Daisy Tourné fue la primera mujer que asumió como Ministra del Interior en Uruguay. Mónica Xavier, luego de ganar las elecciones internas del 27 de mayo de 2012 fue la primera Presidenta del Frente Amplio mujer y electa por el voto popular. El 30 de junio de 2012 asumió la Presidencia del Frente Amplio.

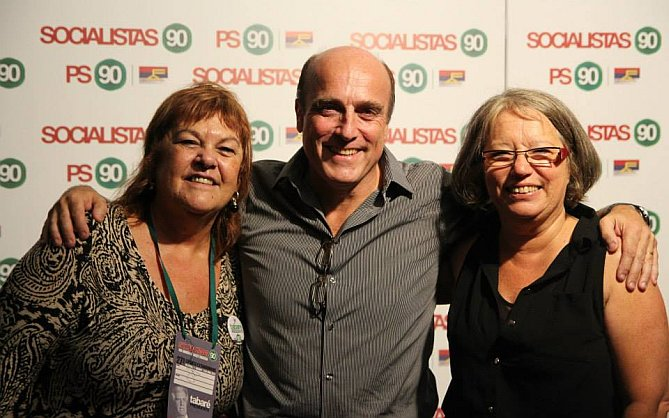
Daisy Tourné, Daniel Martínez y Mónica Xavier

Actualmente el PS forma parte de la coalición-movimiento izquierdista que asumió el gobierno el 1 de marzo de 2005, llamada Frente Amplio. Tabaré Vázquez ha sido el primer presidente socialista de Uruguay. Desde marzo de 2016 la Secretaria General del PS es la senadora Mónica Xavier. 
En las elecciones de 2014 la lista 90 fue encabezada nuevamente por Daniel Martínez y Mónica Xavier. 
En las elecciones Departamentales de 2015 Daniel Martínez se convierte en Intendente de Montevideo, siendo el segundo Intendente Socialista en la historia del departamento, en las elecciones de 1989 Tabaré Vázquez fue el primer socialista en ocupar ese cargo.

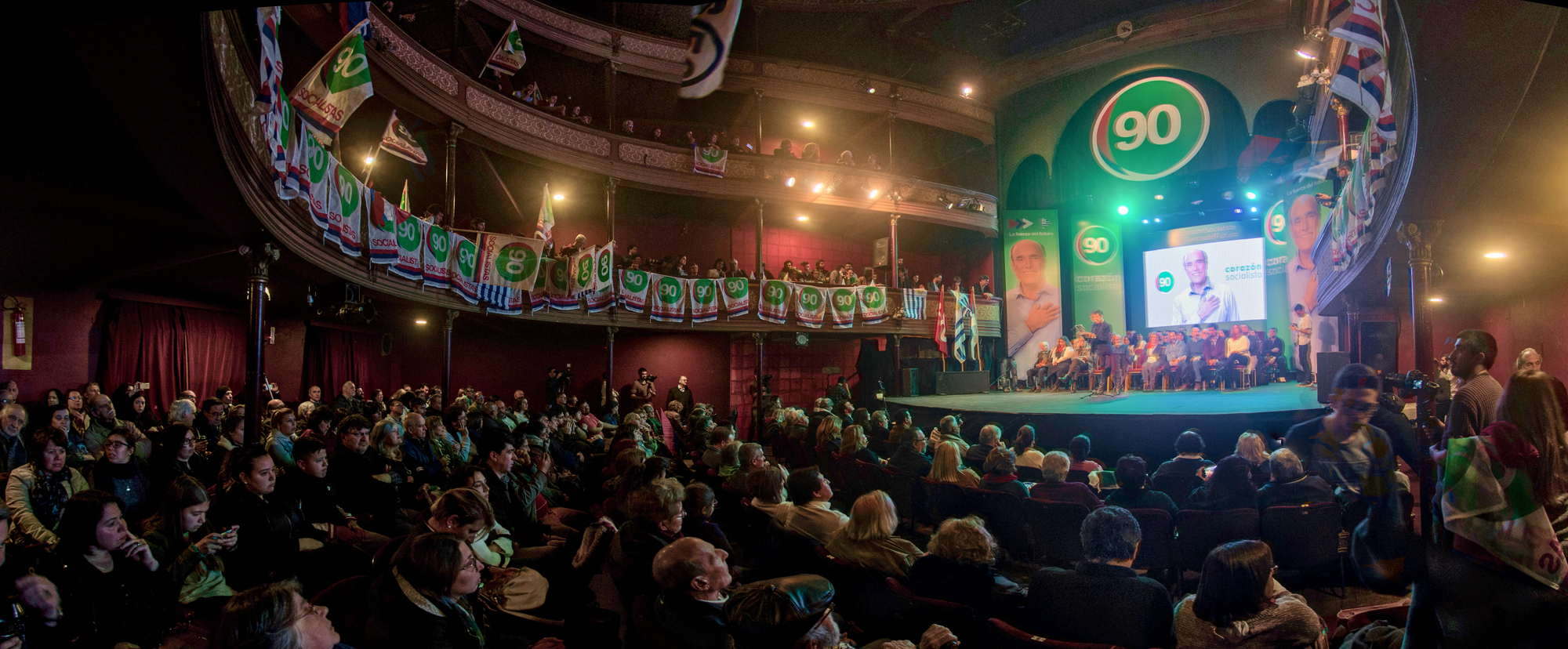
Acto en el Teatro Stella D´talia, del Partido Socialista de Uruguay. 9 de septiembre de 2019

Por ser electo Intendente de Montevideo Daniel Martínez renuncia a su banca en el senado y asume en su lugar como senadora Daisy Tourné.
En agosto de 2018, el Partido Socialista impulsa la precandidatura de Martínez a las internas de 2019.

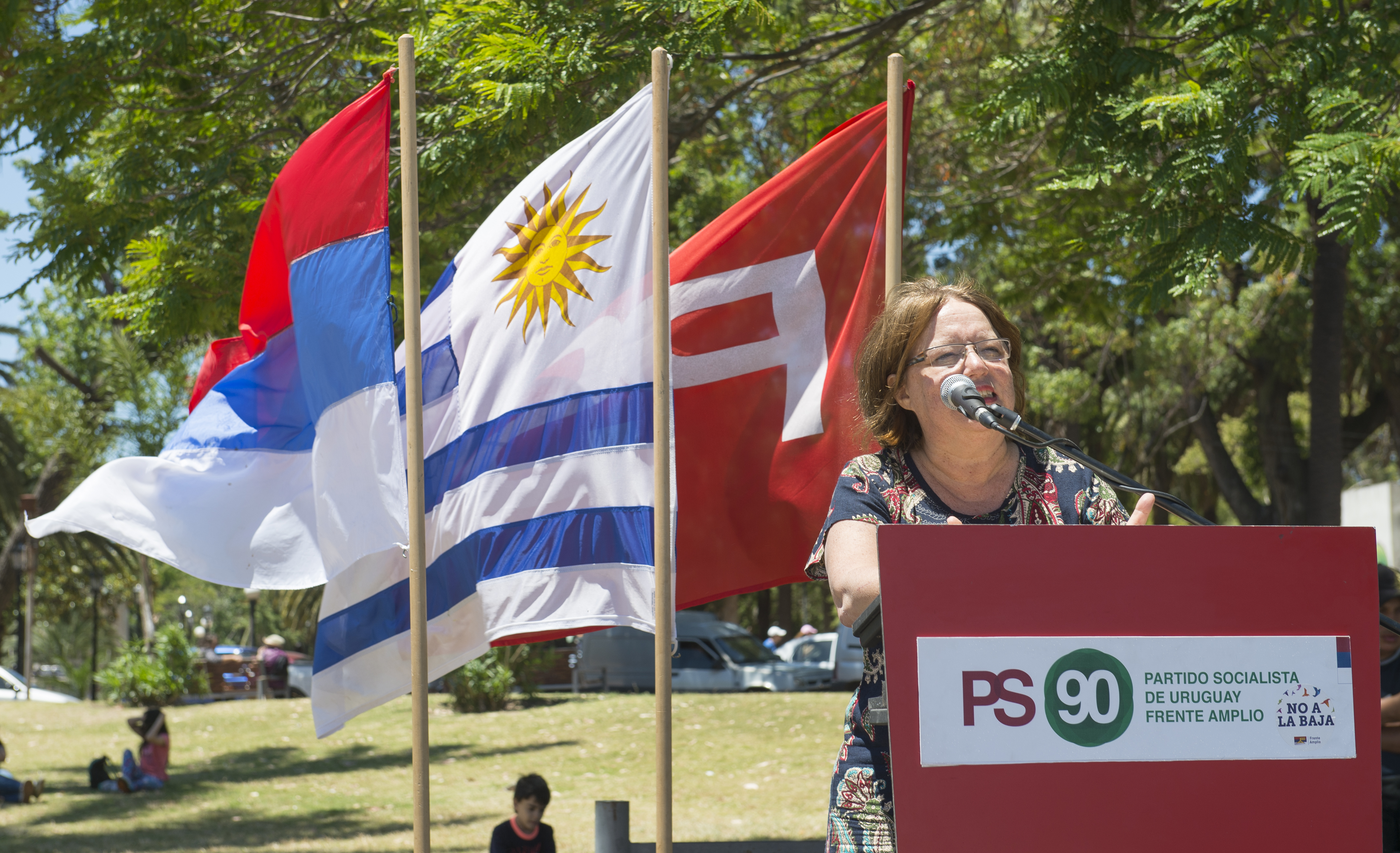
Aniversario 107 del PS Uruguay, habla Mónica Xavier

En las elecciones internas de marzo de 2019 se obtuvieron los siguientes resultados: De un total de 2276 votos emitidos, 46 votos fueron anulados y 45 votos fueron en blanco. De los votos válidos, obtuvo 288 votos la lista 1 (renovadores), 405 votos la lista 2 (renovadores), 298 votos la lista 3 (renovadores), 1023 votos a la lista 4 (ortodoxos) y 171 votos a la lista 5 (ortodoxos), habiendo obtenido los siguientes cargos al comité central: lista 1, 7 cargos; lista 2, 9 cargos; lista 3, 7 cargos; lista 4, 24 cargos y lista 5, 4 cargos.Gonzalo Civila obtuvo 1194 votos y Santiago Soto obtuvo 991 votos, resultando election como secretario general Gonzalo Civila."

### Coaliciones electorales
A lo largo de su historia, el Partido Socialista se presentó a la consideración de la ciudadanía en diversas formas. Su hoja de votación tradicionalmente ha sido identificada con el número 90. En las elecciones de 2004, además de postular candidatos propios, cobijó en su seno a representantes de otras agrupaciones políticas, como el Movimiento Socialista o la Corriente Popular de Carlos Pita, inclusive independientes como Silvana Charlone. Por tal motivo, el conjunto del Partido Socialista y sus aliados electorales se dio a conocer como Espacio 90.

### Dimensión Internacional
El Partido Socialista en su Declaración de Principios en el artículo 12 dice: "El Partido Socialista de Uruguay es un partido autónomo y antiimperialista, con vocación latinoamericanista; solidario y fraterno de todos los partidos y movimientos socialistas democráticos y progresistas que, en el mundo, luchan por la liberación de los seres humanos de toda clase de explotación. En tal sentido desarrollará la todas las formas de colaboración, bilaterales y multilaterales, que contribuyan al logro de los objetivos comunes." Por tal motivo integra el Foro de San Pablo, la Coordinación Socialista Latinoamericana y la Alianza Progresista organización de la cual forma parte de su dirección.
El 3 de marzo de 2017 el Partido Socialista de Uruguay hace pública su desafiliación a la Internacional Socialista, hecho que ocurre por segunda vez en su historia. En su Carta Pública los socialistas uruguayos manifestaron que desde el año 2008 vienen solicitando: "...períodos de dirección más cortos, transparencia, equilibrio entre las regiones, equilibrio entre géneros en los organismos de conducción, mejora en la comunicación interna y externa, fortalecimiento en el vínculo con sus organizaciones fraternas, límites en los mandatos, entre otros..."

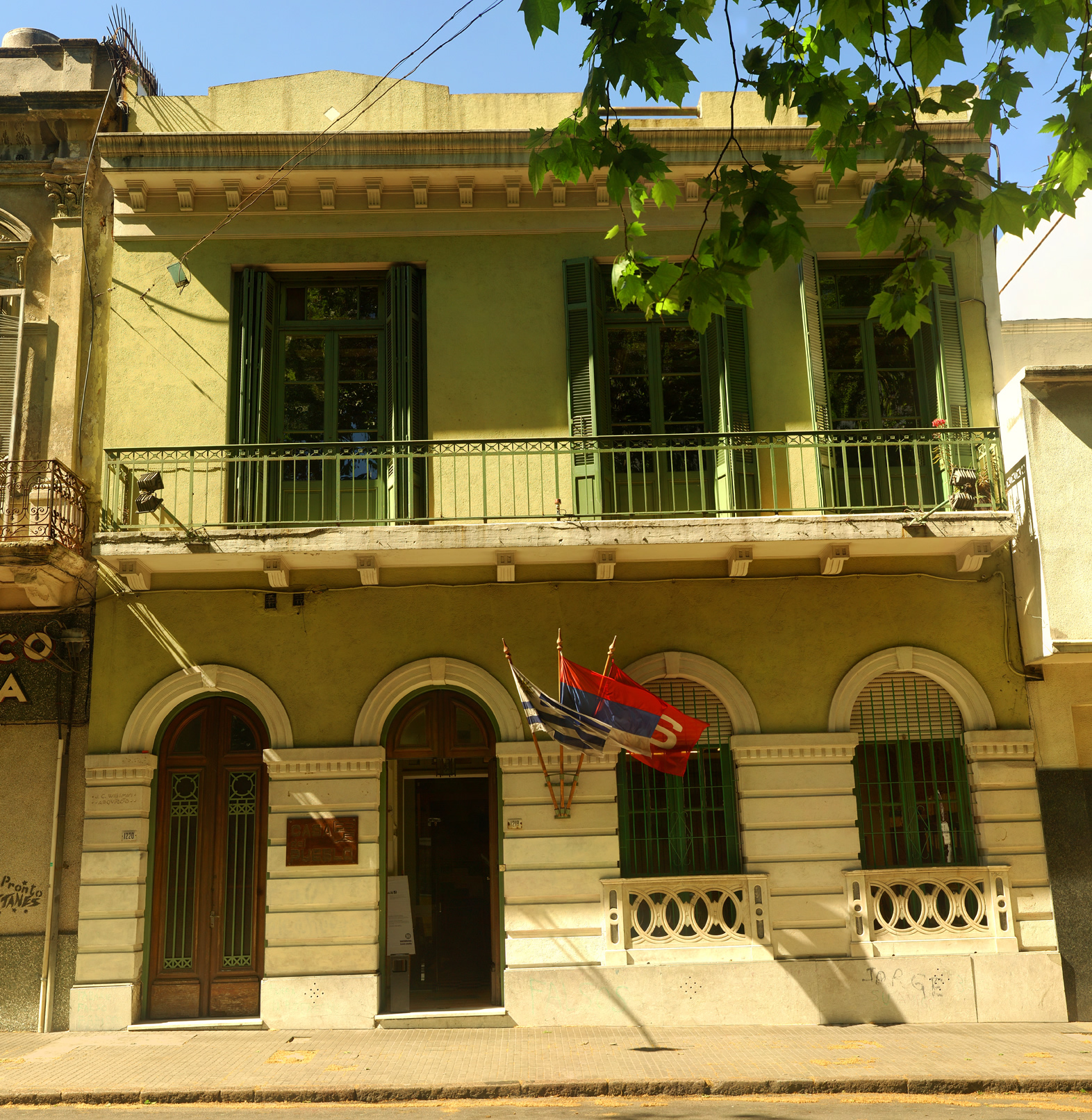
Fachada de la Casa del Pueblo en 2007, sede del Partido Socialista del Uruguay.

### Actualidad
En 2019 se realizaron el Congreso Ordinario y Extraordinario del Partido Socialista. Allí se definió la candidatura de Daniel Olesker en primera línea para el Senado por la lista 90. A su vez se marcaron nuevos caminos: 1) procesar una renovación política y generacional radical, que incluye la redefinición de las prioridades de acción y de la política de alianzas del PS, la producción de agendas y dinámicas de comunicación de mayor densidad ideológica y la descentralización de los escasos recursos; 2) impulsar un proceso que les permita concluir en un Encuentro Nacional de Militantes Sociales, abierto y amplio, como parte de una estrategia de resignificación de la relación política-sociedad, orientada a la socialización de la política. También se eligió al nuevo secretario general, Prof. Gonzalo Civila. En 2020, el PSU enfrenta un duro momento cuya instancia más visible es el conflicto entre las candidaturas a la Intendencia de Montevideo de Carolina Cosse (apoyada por el PSU) y la inesperada nueva postulación de Daniel Martínez Villamil.

## Sede
El local principal y sede histórica del Partido Socialista de Uruguay ha sido la Casa del Pueblo. La primera Casa del Pueblo fue fundada a principios del siglo XX por obreros de la construcción y a partir de 1910, cuando se creó el Partido Socialista de Uruguay, pasó a ser la sede de todos los socialistas de ese país.
La Casa del Pueblo central está ubicada en la calle Soriano N.º 1218 entre Carlos Quijano y Zerlmar Michelini, en Montevideo. 
Hoy hay una Casa del Pueblo en todos los departamentos del Uruguay y en muchos barrios de Montevideo (capital).

Dr. José Pedro Cardoso rompiendo la tapia de las puertas de Casa del Pueblo en 1984, cuando la dictadura militar devolvió la Sede al PS.

## Juventud Socialista del Uruguay
La Juventud Socialista del Uruguay(JSU) es la organización juvenil del PS, fundada el 20 de enero de 1940 como las Juventudes Socialistas (JJSS). 
Se reparte en brigadas, teniendo una en cada municipio de Montevideo, aunque en algunos tiene dos brigadas y una brigada en cada departamento del interior.
Es autónoma con respecto al PS en cuanto al accionar y a la elección de sus cargos, tiene su propio estatuto aunque forma parte del PS como su organización política juvenil.

## Autoridades

### Secretarios Generales
| N.º | Secretario         | Secretario         | Mandato | Mandato     |
| N.º | Secretario         | Secretario         | Inicio  | Fin         |
| --- | ------------------ | ------------------ | ------- | ----------- |
| 1   | Bandera de Uruguay | Emilio Frugoni     | 1910    | 1914        |
| 2   | Bandera de Uruguay | Celestino Mibelli  | 1914    | 1920        |
| 3   | Bandera de Uruguay | Lieber Troitiño    | 1921    | 1932        |
| 4   | Bandera de Uruguay | José Pedro Cardoso | 1933    | 1960        |
| 5   | Bandera de Uruguay | Vivian Trías       | 1960    | 1980        |
| 6   | Bandera de Uruguay | Reinaldo Gargano   | 1984    | 2000        |
| 7   | Bandera de Uruguay | Roberto Conde      | 2001    | 2005        |
| 8   | Bandera de Uruguay | Eduardo Fernández  | 2006    | 2011        |
| 9   | Bandera de Uruguay | Yerú Pardiñas      | 2011    | 2015        |
| 10  | Bandera de Uruguay | Mónica Xavier      | 2016    | 2019        |
| 11  | Bandera de Uruguay | Gonzalo Civila     | 2019    | en el cargo |

### Comité Central
El actual Comité Central del Partido Socialista, electo el 07/08/2022, está integrado por:
| Ordenado alfabéticamente desde la letra A a la Z |                    |                     |
| Alejandro Alberro                                | Antonella Torelli  | Claudio Alonso      |
| Daniel Olesker                                   | Daniela Brandon    | Darcy de los Santos |
| Eduardo Aparicio                                 | Emiliano Molinari  | Flavia García       |
| Florencia Salgueiro                              | Gabriela Barreiro  | Gerardo Rodríguez   |
| Gonzalo Civila                                   | Gustavo González   | Hilda Pagani        |
| Ismael Cortazzo                                  | Ivanna Oliveira    | Javier Gutiérrez    |
| Javier Niche                                     | José Manuel Arenas | Juan Pablo Pío      |
| Juan Silveira                                    | Julia Ruggeri      | Leticia Benedet     |
| Libia Leites                                     | Liliana Queijo     | Lía Abilleira       |
| Mabel Lamadrid                                   | Manuel Laguarda    | Marcelo Rodolfo     |
| Marco Suárez                                     | Marisol Fuentes    | Mary Coitiño        |
| María Josse Rodríguez                            | María Montañez     | Mauricio Zunino     |
| Maximilano Santos                                | Nair Gimer         | Nicolás Vaz         |
| Norma Salgueiro                                  | Oscar Aguirre      | Pablo Oribe         |
| Patricia Pelúa                                   | Patricia Peralta   | Rafael Meilán       |
| Raúl Olivera                                     | Romina Burwood     | Sergio Pereyra      |
| Silvia Caballero                                 | Susana Quiruja     | Tatiana Salerno     |

## Resumen electoral

### Elecciones generales
| Elección | Candidatos           | Primera vuelta | Primera vuelta | Segunda vuelta | Segunda vuelta | Resultado | Diputados | Senadores | Nota |
| Elección | Candidatos           | Votos          | %              | Votos          | %              | Resultado | Diputados | Senadores | Nota |
| -------- | -------------------- | -------------- | -------------- | -------------- | -------------- | --------- | --------- | --------- | --- |
| 1938     | Emilio Frugoni       | 16.901         | 4,74%          |                |                | No electo | 3/99      | 0/30      | Frugoni se presentó como candidato a presidente bajo el lema "Partido por las Libertades Públicas", mientras que para el senado y diputados, mantuvo el lema "Partido Socialista" |
| 1942     |                      |                |                |                |                |           |           |           | |
| 1946     |                      | 15.731         | 2,35%          |                |                | No electo | 2/99      | 0/30      | No presentó candidatos a presidente |
| 1950     | Emilio Frugoni       | 17,401         | 2,0%           |                |                | No electo | 1/99      | 0/30      | |
| 1954     | Emilio Frugoni       | 28,704         | 3,26%          |                |                | No electo | 3/99      | 0/30      | |
| 1958     | Emilio Frugoni       | 35,478         | 3,53%          |                |                | No electo | 3/99      | 1/30      | |
| 1962     | Enrique Erro         | 27,041         | 2,31%          |                |                | No electo | 2/99      | 0/30      | Integrando la Unión Popular |
| 1966     | José Pedro Cardoso   | 11,538         | 0,941%         |                |                | No electo | 0/99      | 0/30      | |
| 1971     | Líber Seregni        | 304,275        | 25,01%         |                |                | No electo | 1/99      | 0/30      | Integrando el Frente Amplio |
| 1984     | Juan José Crottogini | 401,104        | 21.26 %        |                |                | No electo | 1/99      | 1/30      | Integrando el Frente Amplio |
| 1989     | Líber Seregni        | 418,403        | 21.23 %        |                |                | No electo | 5/99      | 2/30      | Integrando el Frente Amplio |
| 1994     | Tabaré Vázquez       | 621,226        | 30.61 %        |                |                | No electo | 6/99      | 2/30      | Integrando el Frente Amplio |
| 1999     | Tabaré Vázquez       | 861,202        | 40.10 %        | 982,049        | 45.87 %        | No electo | 14/99     | 4/30      | Integrando el Frente Amplio |
| 2004     | Tabaré Vázquez       | 1,124,761      | 50.45 %        |                |                | Sí electo | 8/99      | 2/30      | Integrando el Frente Amplio |
| 2009     | José Mujica          | 1,105,262      | 47.96 %        | 1,197,638      | 54.63 %        | Sí electo | 6/99      | 2/30      | Integrando el Frente Amplio |
| 2014     | Tabaré Vázquez       | 1,134,187      | 47.81 %        | 1,226,105      | 56.62 %        | Sí electo | 6/99      | 2/30      | Integrando el Frente Amplio |
| 2019     | Daniel Martínez      | 949,376        | 39.02 %        | 1,152,271      | 49.21 %        | No electo | 3/99      | 1/30      | Integrando el Frente Amplio |
| 2024     | Yamandú Orsi         | 1,071,826      | 43.86 %        | 1,196,798      | 52.08 %        | Sí electo | 0/99      | 1/30      | Integrando el Frente Amplio |